# AN/AWG-9
AN/AWG-9는 미국이 개발한 군용 레이다다. 항공기에 탑재되는 레이다로서 당초 F-111에 탑재할 목적이었으나 F-14 톰캣 전투기에 탑재하게 됐다. 그 당시 세계 최강의 전투기 레이다였다.

## 개발 역사
본제품은 미 해군의 F-111B에 탑재되기 위해 개발된 전천후 멀티 모드 X 밴드 펄스 도플러 레이다다. F-111B가 탈락되자, F-14에 탑재됐다.
AWG-9는 일관된 펄스 도플러 레이다 방식과 모노 펄스 방식을 결합한 제품으로 룩 다운 능력 슛 다운 능력을 가지고 24 대의 공중 목표물을 동시에 추적하며 AIM-54 피닉스를 사용하여 목표물 6 대를 동시에 공격 가능. 이 장거리 다 목표 동시 공격 능력 전투기로는 F-14이 처음으로 실용화 한 것이다.
AWG-9는 Intel 8080 8 비트 마이크로 프로세서 가 채용되고 있으며, 이에 따라 8 비트의 프로그램에서 제어되고있다.
또한 AN / AWG-9 전투기 간의 데이터 링크 인 TADIL 가 내장되어 있으며, TADIL-C (링크 4C)에 참여할 수 있다. 링크 4C는 링크 4A의 발전 형으로, 당시 사용되고 있던 공대공 데이터 링크로는 최대 용량의 것이었다.

## AN/APG-71
APG-71은 1980년대 F-14D에 탑재된 형태로 완전 디지털식으로 되어있다. 이것은 F-15E에 탑재된 AN / APG-70의 기술을 피드백하여 일부 부품을 공유 한 복합 판으로 소형 경량화하고있다. 이에 따라 목표 식별 능력과 대 전자 방해 능력이 향상 처리 속도가 빨라했다. 탐지 범위는 370km (230 마일)로 확대됐다. 이에 따라 피닉스 미사일도 향상된 것이 탑재되게되었다. (개량형 미사일 자체는 D 형 이전의 형태로도 사용 가능) 또한,이 형태에서 JTIDS 가 내장되어 있으며, TADIL-J 에 참여할 수 있다.